# Taïga du Sud de la Baie d'Hudson
Localisation
La taïga du Sud de la Baie d'Hudson (Southern Hudson Bay taiga) est une écorégion terrestre Nord-Américaine du type forêts boréales, taïga du World Wildlife Fund.

## Répartition
Cette écorégion occupe les basses terres au sud de la Baie d'Hudson et de la Baie James.  Elle s'étend du nord-est du Manitoba, sur tout le nord de l'Ontario et jusqu'à l'est de la Baie James au Québec (Eeyou Istchee-Jamésie).  Elle comprend aussi l'Île Akimiski au Nunavut.

## Climat
La température moyenne annuelle se situe entre -2⁰C et -5⁰C.  La température estivale moyenne varie entre 10,5⁰C et 11,5⁰C et la température hivernale moyenne varie entre -16⁰C et -19⁰C.  Les précipitations annuelles varient entre 400mm à l'extrême nord jusqu'à 700mm ou 800mm dans l'extrême l'est.

## Caractéristiques biologiques
La taïga du Sud de la Baie d'Hudson est dominée par les épinettes noires et les mélèzes laricins rabougris dans le nord, mais de plus grandes tailles dans le sud.  Au sud, on retrouve également l'épinette blanche, le sapin baumier, le peuplier faux-tremble et le bouleau à papier.  La strate arbustive se compose de bouleaux nains, de saules et de thé du Labrador.  Les terres mal drainées supportent une couverture dense de carex, de mousses et de lichens.
La présence successive de terrasses bien drainées – provoquées par les rebonds post-glaciaires abondants dans cette région – et colonisées par les épinettes, en alternances avec des bassins mal drainés, ceux-ci occupés par la tourbière, crée un patron de la couverture végétale très distinctif.  Le territoire, couvert de milieux humides dans une proportion de 50 % et 75 %, représente un lieu de reproduction et de migration important pour la sauvagine et les limicoles.  La population la plus méridionale d'ours polaire se trouve dans cette écorégion.

## Conservation
On estime que 99 % de la superficie de cette écorégion est encore intacte.